# Heel mijn hart
Heel mijn hart is een Vlaams liedje van Jo Leemans uit 1957.
Het nummer bereikte de hoogste positie in de Belgische hitparade in 1957.
De tekst van het liedje werd geschreven door Johnny Hoes en de muziek door Pete De Angelis. Producer was Bob Marcucci.